# شيماء عقيد
شيماء عقيد (12 يونيو 1978 -)، ممثلة سورية تعيش في مصر.

## عن حياتها
ولدت في القاهرة لأب سوري وأم مصرية، بدأت مشوارها الفني وهي طفلة في عام 1985، ثم أختفت لتعود في عام 1996 بأدوار المساعدة والثانوية بين السينما والتلفزيون والمسرح، وقد اعتزلت الفن عام 2006 وذلك للتفرغ لتربية طفليها.

## أعمالها

### في التلفزيون
| سنة الإنتاج | المسلسل                | بمشاركة                                                                                       |
| ----------- | ---------------------- | --------------------------------------------------------------------------------------------- |
| 2000        | أهل الدنيا             | صلاح السعدني، معالي زايد، هالة فاخر                                                           |
| 1996        | الوتد                  | هدى سلطان، يوسف شعبان، عبد الله محمود، فادية عبد الغني، حنان ترك                              |
| 2001        | أحلام مؤجلة            | عزت العلايلي ، يوسف شعبان ، سمية الألفي ، لطفي لبيب                                           |
| 2001        | الرقص على سلالم متحركة | سناء جميل، محمود قابيل، سلوى خطاب، محمود عبد المغني، ياسمين عبد العزيز                        |
| 2001        | حديث الصباح والمساء    | ليلى علوي، أحمد خليل، محمود الجندي، خالد النبوي، توفيق عبد الحميد، عمرو واكد، دلال عبد العزيز |
| 2002        | شمس منتصف الليل        | محمود قابيل، سمية الألفي، أميرة العايدي، صفاء الطوخي                                          |
| 2003        | رحلة العمر             | جميل راتب، تيسير فهمي، عايدة رياض، خالد زكي، عزت أبو عوف، روجينا                              |
| 2004        | القرار الأخير          | رغدة، هشام عبد الحميد، إبراهيم خان، نجوى فؤاد                                                 |
| 2004        | ملاعيب شيحا            | أشرف عبد الباقي، أحمد عبد العزيز، أحمد راتب، أحمد خليل، جيهان فاضل، وفاء عامر                 |
| 2005        | الست أصيلة             | فيفي عبده، محمد وفيق، طارق لطفي، نهال عنبر، أحمد عزمي                                         |
| 2005        | سارة                   | حنان ترك، سوسن بدر، أحمد رزق، أحمد راتب، السيد راضي، رجاء الجداوي، حنان سليمان                |
| 2006        | أولاد الغالي           | أحمد راتب، خيرية أحمد، رانيا فريد شوقي، نهال عنبر                                             |
| 2006        | أولاد الشوارع          | حنان ترك، عمرو واكد، عمرو سعد، أحمد راتب                                                      |

### في السينما
| سنة الإنتاج | الفيلم          | بمشاركة                                        |
| ----------- | --------------- | ---------------------------------------------- |
| 1989        | الكذاب وصاحبه   |                                                |
| 2002        | كذلك في الزمالك | حسين الإمام، لقاء الخميسي، عبد الله مشرف، بسمة |
| 2003        | المشخصاتي       | تامر عبد المنعم، طلعت زكريا                    |

### في المسرح
| سنة الإنتاج | المسرحية         | بمشاركة                |
| ----------- | ---------------- | ---------------------- |
| 1985        | السلاطين التلاتة |                        |
| 1985        | زقاق المدن       |                        |
|             | المزيكاتي        |                        |
| 1999        | الأيام المخمورة  | سمية الألفي، أحمد زاهر |

## روابط خارجية
- شيماء عقيد على موقع الدهليز
- شيماء عقيد على موقع قاعدة بيانات الأفلام العربية